# Ancyluris ocollo
Ancyluris ocollo är en fjärilsart som beskrevs av Saunders 1859. Ancyluris ocollo ingår i släktet Ancyluris och familjen Riodinidae. Inga underarter finns listade i Catalogue of Life.